# Echos
Echos è l'ottavo album pubblicato dal gothic duo tedesco/finlandese Lacrimosa, nel 2003.
Seguendo l'evoluzione già presente nell'album precedente (Fassade, del 2001), le chitarre e gli altri elementi rock hanno un ruolo del tutto marginale e diventano un semplice contorno rispetto al ruolo dell'orchestra classica.
Gli arrangiamenti orchestrali e lo stile musicale differiscono dagli standard riscontrabili nella musica rock o metal contemporanea, e sono più vicini alla definizione di "musica classica", come è evidente già nel primo brano dell'album, la lunga Kyrie.
La musica mostra anche vaghe influenze di dark elettronico ed industriale, come nel brano Ein Hauch von Menschlihkeit ("Un tocco di umanità"), ma questi elementi sono anch'essi solo un contorno marginale rispetto alla base sinfonica.
Complessivamente questo è un album più personale, più "classico" e tranquillo rispetto a quelli che l'hanno preceduto
Nelle tematiche si continuano ad esplorare l'amore e le emozioni ad esso associate, fornendone un'interpretazione tipicamente gotica.

## Tracce
1. Kyrie - Overture – 12:44
2. Durch Nacht und Flut - Suche Teil 1 – 6:05
3. Sacrifice - Hingabe Teil 1 – 9:30
4. Apart - Bittruf Teil 1 – 4:18
5. Ein Hauch von Menschlichkeit - Suche Teil 2 – 5:07
6. Eine Nacht in Ewigkeit - Hingabe Teil 2 – 5:54
7. Malina - Bittruf Teil 2 – 4:50
8. Die Schreie sind verstummt – Requiem für drei Gamben und Klavier – 12:42

## Formazione
- Tilo Wolff - voce, chitarre
- Anne Nurmi - tastiere, voce